# Norantea rosulata
Norantea rosulata là một loài thực vật có hoa trong họ Marcgraviaceae. Loài này được (de Roon & Bedell) Hammel mô tả khoa học đầu tiên..